# Alle porte del sogno (singolo)
Alle porte del sogno è il secondo singolo estratto dall'omonimo album Alle porte del sogno della cantante toscana Irene Grandi.
Nella Top 100 dei brani più scaricati del 2010, si piazza alla posizione 96.

## Il brano
È la canzone simbolo del disco, non a caso. Irene Grandi canta su un tappeto di chitarre e sintetizzatori:
(Irene Grandi)
Tra gli autori di questo brano ci sono Irene Grandi, Pio Stefanini, Francesco Sighieri, e Alfredo Vestrini. Il singolo è in rotazione nelle radio italiane a partire dal 30 aprile 2010.

## Il video
Il video è stato girato in Inghilterra dal regista Gaetano Morbioli.

## Classifiche

### Classifiche settimanali
| Classifica (2010) | Posizione massima |
| ----------------- | ----------------- |
| Italia            | 20                |

### Classifica di fine anno
| Classifica (2010) | Posizione |
| ----------------- | --------- |
| Italia            | 96        |